# Décennie 1100 en arts plastiques
Cette page concerne les années 1100 en arts plastiques.

## Décès
- 24 août 1101 : Su Shi, homme politique, lettré, calligraphe et peintre chinois.
- 1107 : Mi Fu, lettré, calligraphe et peintre chinois.